# Collider
Collider是一個娛樂網站和YouTube頻道，由史蒂芬·溫特勞布（Steve Weintraub）於2005年7月和2007年2月創立，至今仍由他經營。該網站主要提供電影評論、專題和新聞的訊息。
2012年，溫特勞布因Collider.com而被國際電影攝影師協會入圍新聞獎。該網站於2015年1月由《Complex》買下，後來於2018年2月出售給前影片主管馬可·費爾南德茲（Marc Fernandez）  。

## 外部連結
- 官方网站
- YouTube上的Collider頻道